# Накадзіма (Фукусіма)

37°8′55″ пн. ш. 140°21′1″ сх. д. / 37.14861° пн. ш. 140.35028° сх. д.
Накадзі́ма (яп. 中島村, なかじまむら, МФА: [nakad͡ʑima muɾa]) — село в Японії, в повіті Нісі-Сіракава префектури Фукусіма. Станом на 1 жовтня 2008 площа села становила 18,91 км². Станом на 1 січня 2009 населення села становило 5100 осіб.